# Constantin Dumitrache
Constantin Dumitrache (n. 15 februarie 1948 – d. 20 noiembrie 2001), a fost un istoric literar, eseist, publicist român.
S-a născut în comuna Potcoava, județul Olt.
A făcut clasele I-VII și liceul teoretic în localitatea natală, apoi Facultatea de Filologie, Universitatea din Craiova (1967-1971).
A lucrat în presă ca redactor-șef al revistei studențești Cadran universitar (1969-1971), redactor la revista Ramuri, realizator de emisiuni la radio Oltenia Craiova, până la încetarea din viață.
A fost căsătorit cu poeta Doina Dragut.
Debutul publicistic: în revista Cadran universitar, cu articolul "Teatrul lui Sartre" (1969). Debutul editorial: cu volumul de eseuri Conștiința artistică prin operă (1979).

## Colaborări
Ramuri, Luceafărul, România literară, Convorbiri literare, Argeș, Tribuna, Steaua, Cronica, Familia etc.

## Opera
- Conștiința artistică prin operă (eseuri), Ed. Scrisul românesc, Craiova, 1979
- Brâncuși, acum (eseuri), Ed. Fundația C. Brâncuși, Târgu-Jiu, 1998 (vol. colectiv)
- Serile la Brădiceni (eseuri), Ed. Al. Ștefulescu, Târgu-Jiu, 1998 (vol. colectiv)
- Rugul nestins (eseuri), Ed. Scribul, Slatina, 1999
- Obsesia veșniciei (eseuri), Ed. Fundația Scrisul românesc, Craiova, 2000
- Întâlniri mirabile cu Mitropolitul Nestor, Ed. MJM, Craiova, 2001
- Philippide, mon amour, Ed. Spirit românesc, Craiova, 2002 (postum - ed. îngrijită de poeta Doina Drăguț)

## Ediții îngrijite
- N. Iorga, Românii de peste Nistru, Ed. Excelsior, Slatina, 1991
- Prinții cumanilor, Ed. Vlad&Vlad, Craiova, 1991